# Мичуринск (Шаранский район)
Мичу́ринск (баш. Мичуринск) — село в Шаранском районе Башкортостана, административный центр Мичуринского сельсовета.

## Географическое положение
Расстояние до:
- районного центра (Шаран): 18 км,
- ближайшей ж/д станции (Туймазы): 60 км.

## Население
| 2002 | 2009 | 2010 |
| ---- | ---- | ---- |
| 372  | ↗374 | ↘328 |

Национальный состав
Согласно переписи 2002 года, преобладающая национальность — башкиры (45 %).